# Krzemień (Grotniki)
Krzemień – część wsi Grotniki w Polsce, położona w województwie łódzkim, w powiecie zgierskim, w gminie Zgierz. Wchodzi w skład sołectwa Grotniki.
W latach 1975–1998 Krzemień należał administracyjnie do ówczesnego województwa łódzkiego.